# Bande dessinée colombienne
La bande dessinée colombienne regroupe la production de bande dessinée en Colombie. Apparue tardivement, cette production s'est principalement diffusée par le biais des journaux, quotidiens ou hebdomadaires, comme El Tiempo ou El Espectador.
La première historieta colombienne est attribuée à Adolfo Samper, qui crée Mojicón, inspiré du comic-strip Smitty de Walter Berndt, en 1924 pour Mundo al día.

## Personnages populaires
Le personnage de Copetín, créé par Ernesto Franco en 1962 pour le quotidien El Tiempo, petit garçon blond et râleur, est probablement le personnage le plus connu en Colombie. Diffusées quelques années plus tard par El Espectador, ses aventures ont duré plus de trente ans. En 2000, Copetín est choisi par des amateurs et des professionnels comme figure emblématique de la BD colombienne.
Le personnage de Calarcá, inventé en 1969 par Jorge Peña et dessiné par Carlos Garzón pour El Tiempo, est basé sur le personnage historique du cacique Calarcá (es), chef indien de la tribu des Pijaos qui s'opposent à l'envahisseur espagnol. Ce personnage de chef fort et rusé qui met en déroute les conquistadors espagnols pourtant supérieurement équipés connut un tel succès que le personnage historique a vu son effigie figurer sur les pièces de dix centimes de peso.
En 1970, pour contrer le succès que rencontre son concurrent avec Calarcá, El Espectador commande au dessinateur Serafín Diaz une bande dessinée basée sur un autre personnage historique, l'indienne Gaitana.